# Sunday Mirror
Der Sunday Mirror ist eine Zeitung des Verlags Trinity Mirror. Er erschien zunächst ab 1915, gegründet von Harold Harmsworth, als Sunday Pictorial und wurde 1963 in Sunday Mirror umbenannt. Er ergänzt den werktags erscheinenden Daily Mirror.